# Келераші (комуна, Долж)
Келераші (рум. Călărași) — комуна у повіті Долж в Румунії. До складу комуни входять такі села (дані про населення за 2002 рік):
- Келераші (4465 осіб)
- Серата (2222 особи)

Комуна розташована на відстані 178 км на південний захід від Бухареста, 61 км на південь від Крайови.

## Населення
За даними перепису населення 2002 року у комуні проживали 6687 осіб.
Національний склад населення комуни:
| Національність | Кількість осіб | Відсоток |
| -------------- | -------------- | -------- |
| румуни         | 6627           | 99,1%    |
| цигани         | 58             | 0,9%     |
| угорці         | 1              | < 0,1%   |
| німці          | 1              | < 0,1%   |

Рідною мовою назвали:
| Мова      | Кількість осіб | Відсоток |
| --------- | -------------- | -------- |
| румунська | 6682           | 99,9%    |
| циганська | 4              | 0,1%     |

Склад населення комуни за віросповіданням:
| Релігія       | Кількість осіб | Відсоток |
| ------------- | -------------- | -------- |
| православні   | 6637           | 99,3%    |
| п'ятдесятники | 21             | 0,3%     |
| баптисти      | 13             | 0,2%     |
| адвентисти    | 9              | 0,1%     |
| римо-католики | 4              | 0,1%     |
| реформати     | 2              | < 0,1%   |
| мусульмани    | 1              | < 0,1%   |

## Зовнішні посилання
- Дані про комуну Келераші на сайті Ghidul Primăriilor